# Николас Санчез
Николас Санчез (шп. Nicolás Sánchez; 26. октобар 1988) професионални је рагбиста и репрезентативац Аргентине, који тренутно игра за Тулон. Висок 177 цм, тежак 83 кг, пре Тулона играо је за Бордо бегл (33 утакмице, 138 поена). Са Тулоном је освојио титулу првака Европе 2015. Прошао је млађе селекције Аргентине, а за сениорску селекцију је дебитовао 21. маја у тест мечу против Уругваја. Са 54 постигнута поена био је најбољи стрелац купа четири нација 2014. Са 97 постигнутих поена био је најбољи поентер светског првенства у Енглеској 2015. Укупно је до сада за Аргентину одиграо 39 тест мечева и постигао 356 поена.